# 새마을의 날
새마을의 날은 4월 22일이다. 새마을 운동을 지속적으로 추진하고 국민의 새마을운동에 대한 관심을 높이기 위하여 2011년에 제정된 기념일이다. 국가와 지방자치단체는 새마을의 날에 적합한 행사 등 사업을 실시하도록 노력하도록 "새마을운동조직 육성법"에 규정되어 있다.